# Fraktalkunst

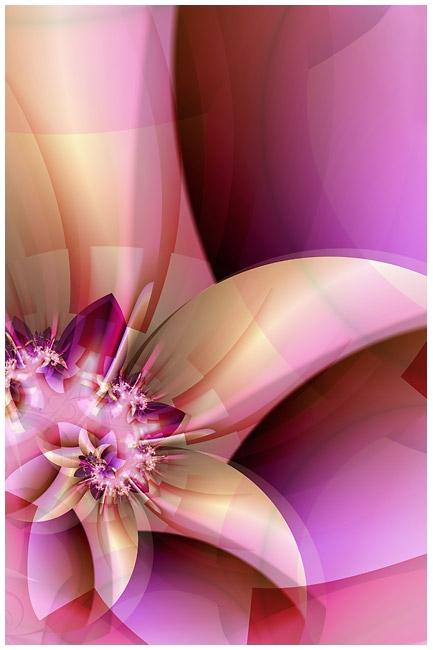
Fraktales Kunstwerk von Sebastian Baumer

Die Fraktalkunst (engl. „Fractal Art“) ist eine relativ weit verbreitete Unterform der digitalen Kunst und beschäftigt sich mit der Erschaffung von digitalen Bildern, die im Wesentlichen aus einem oder mehreren Fraktalen bestehen. Als eigenständige Kunstform ist die Fraktalkunst selbst unter den Künstlern umstritten, da einige argumentieren, man bilde lediglich Teile einer mathematisch-geometrischen Form als Kunstwerk ab, was nicht die eigenständige Schöpfungshöhe erreicht. Es existieren jedoch auch Mischformen, bei denen die technischen Mittel zur Erzeugung fraktaler Strukturen mit klassischen künstlerischen Disziplinen wie der Ölmalerei kombiniert werden.
Es gibt diverse Programme, die zum Erschaffen von Fraktalkunst verwendet werden, zu ihnen gehören die Freeware-Programme Apophysis bzw. Apo7x, Mandelbulb3D, Mandelbulber und Fractal Explorer, sowie Ultra-Fractal.